# Émile Fabre

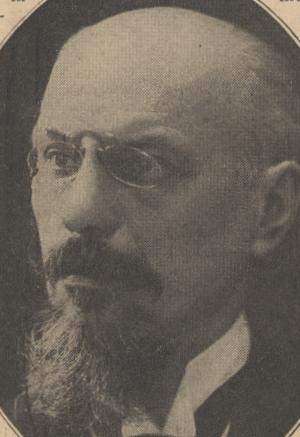
Émile Fabre 1917.

Émile Fabre, född 24 mars 1869, död 25 september 1955, var en fransk författare och teaterledare.
Fabre fortsatte vidareutvecklingen av den skarpt realistiska stil, som på 1880-talet med utgångspunkt i naturalismen men delvis i opposition mot dennas teaterkrav företräddes av Henry Becque. Fabre debuterade 1894 med komedin Comme ils front tous och tecknade sedan i ett tiotal pjäser, däribland La maison d'argile (1907, uppförd i Stockholm 1919 av Maurice de Féraudys sällskap), utmärkta av en viss kärv kyla och satirisk underton, det offentliga livets olika faser i de politiska, administrativa och finansiella kretsarna. Fabres Théâtre utgavs i fyra band från 1920. Från 1913 var han chef för Comédie française.